# Orakelplein
Het Orakelplein is een plein in de wijk Molenvliet in de stad Woerden in de Nederlandse provincie Utrecht. Het is aangelegd in de jaren 1992 als het hart van het Winkelcentrum Molenvliet.
Het plein was in de jaren 1990 het toneel voor het buurtfeest: het Orakel Spektakel. Tevens was het het Orakelplein vanaf midden jaren 90 tot midden 00's een bekende ontmoetingsplaats voor hangjongeren.